# Аброкома Бенета
Abrocoma bennettii (аброкома Бенета) належить ряду гризуни. Glanz & Anderson (1990) і Emmons (1999) охарактеризували Abrocoma bennettii так само як і Abrocoma cinerea як ті, що спеціалізується для земного життя у відкритих житлах і що живуть в норах серед скель; вони мають короткий хвіст, зменшений перший палець ноги (hallux), і розширені вушні раковини. Зустрічається в Чилі. Висотний ареал: від рівня моря до 2000 м над рівнем моря. Зустрічається на західних схилах Анд і прибережних чагарниках.